# جبران خلیل جبران

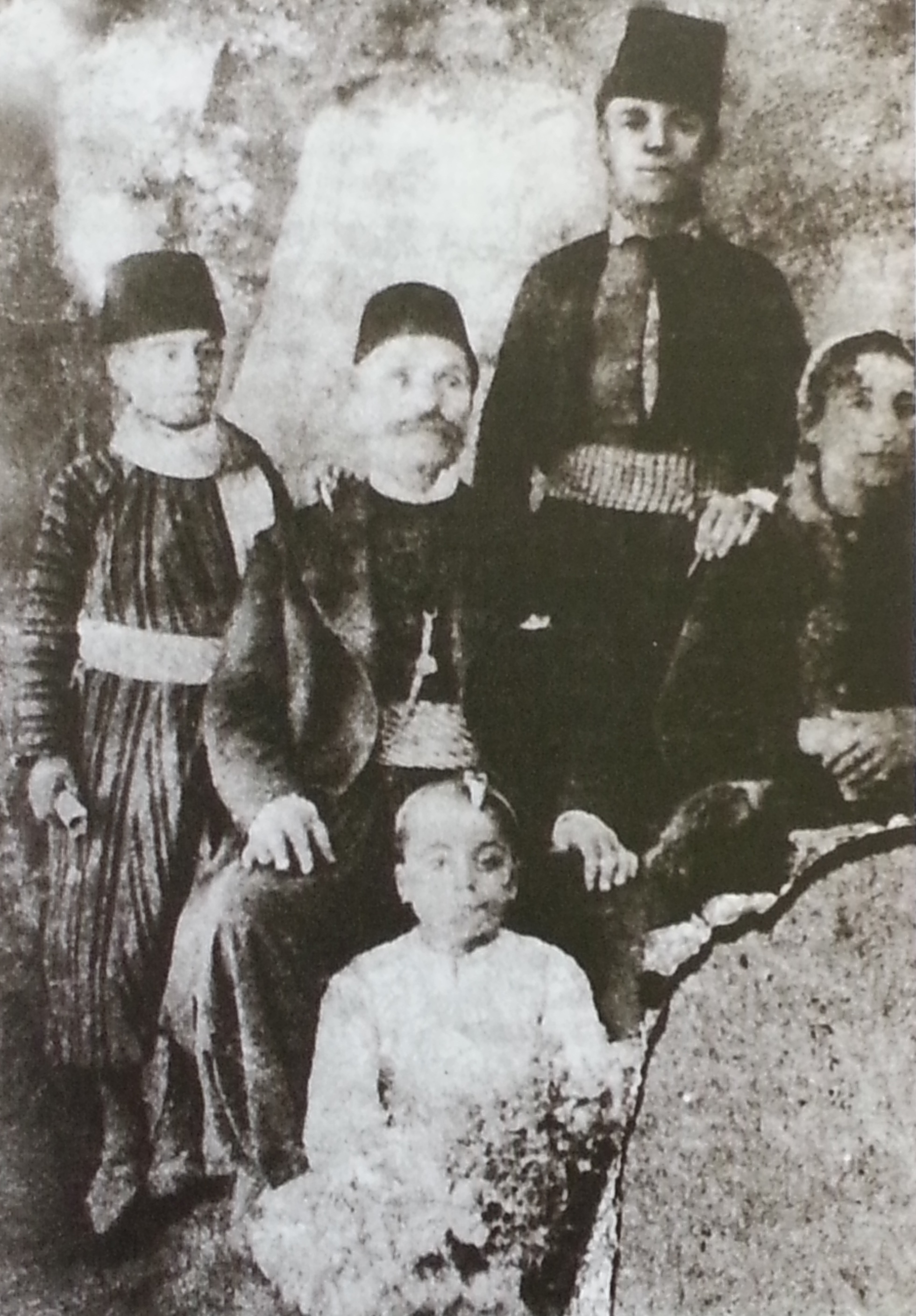
خانواده جبران - ۱۸۸۰

جبران بن خلیل جبران (۶ ژانویه ۱۸۸۳ – ۱۰ آوریل ۱۹۳۱) اهل بشرّی لبنان و نویسندهٔ لبنانی-آمریکایی و نویسنده کتاب پیامبر بود. جبران، علاوه بر شعر و نویسندگی، در نقاشی نیز ذوق و مهارت داشت و بیش از ۷۰۰ کار هنری از او بجا مانده‌است. اما شهرت جبران بیشتر به‌خاطر کتاب پیامبر است که برای اولین بار در سال ۱۹۲۳ در آمریکا منتشر شد و از آن زمان به یکی از پرفروش‌ترین کتاب‌های تمام دوران‌ها تبدیل شده و به بیش از ۱۰۰ زبان ترجمه شده‌است.

## دوران کودکی
او در ششم ژانویه سال ۱۸۸۳، در خانواده‌ای مسیحی مارونی (منسوب به مارون قدیس) که به «خلیل جبران» شهرت داشتند، در البشری (ناحیه‌ای کوهستانی در شمال لبنان) به دنیا آمد. مادرش دوزنده‌ای هنرمند بود که کامله نام داشت.

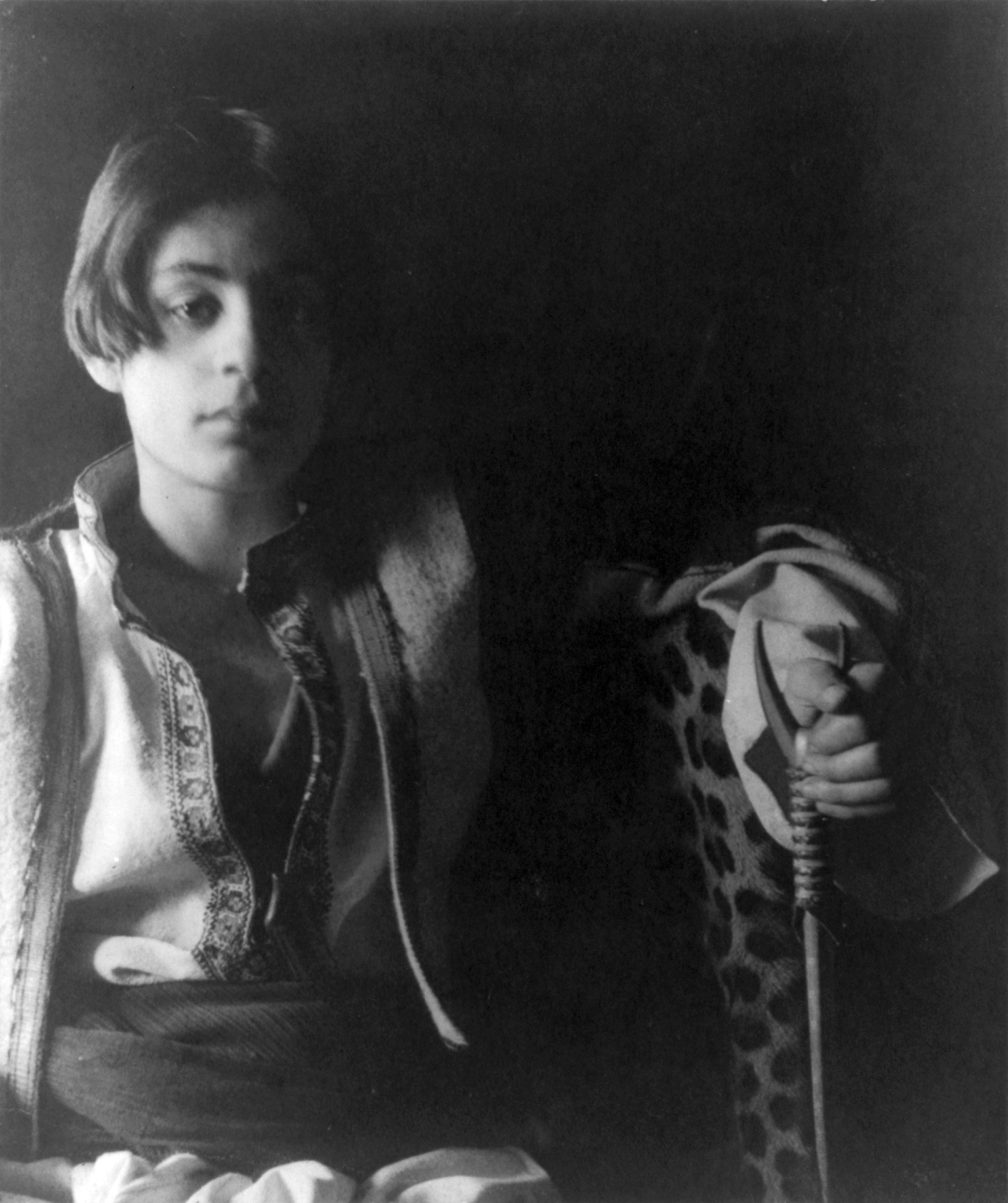
جبران خلیل جبران

مادر جبران کامله رحمه، سی ساله بود که جبران را از شوهر سومش خلیل جبران به دنیا آورد.
شوهرش مردی بی‌مسئولیت بود و خانواده را به ورطه فقر کشاند. «جبران خلیل» یک برادر ناتنی به نام «پیتر» (شش سال بزرگتر از خودش) و دو خواهر کوچکتر به نام‌های «ماریانه» و «سلطانه» داشت که در تمام عمرش به آن‌ها وابسته بود.
از آنجا که «جبران» در فقر بزرگ می‌شد، از تحصیل رسمی بی‌بهره ماند و آموزش‌هایش محدود به ملاقات‌های منظم با یک کشیش روستایی بود که او را با اصول مذهب و انجیل و زبان‌های سریانی و عربی آشنا کرد.
«جبران» هشت ساله بود که پدرش به علت عدم پرداخت مالیات به زندان افتاد و حکومت عثمانی تمام اموالشان را ضبط و خانواده را آواره کرد. سرانجام مادر «جبران» تصمیم گرفت با خانواده‌اش به آمریکا کوچ کند.
در ۲۵ ژوئن سال ۱۸۹۵، جبران در دوازده سالگی با مادر، برادر و دو خواهرش، لبنان را ترک و به ایالات متحده آمریکا رفت و در بوستون ساکن شد. وی در بوستون به مدرسه رفت. در مدرسه، اشتباهی در ثبت نام، نام او را برای همیشه تغییر داد و به کهلیل جیبران Kahlil Gibran تبدیل کرد که علی‌رغم تلاش‌هایش برای بازیابی نام کامل، تا پایان عمرش بر‌جا‌ماند. در سال ۱۸۹۶ آموزگارش که استعداد هنری جبران را دید، او را به عکاس و ناشری بنام «فِرِد هلند دی» معرفی کرد و از آن به بعد جبران وارد مسیر هنر شد. وی جبران را با اساطیر یونان، ادبیات جهان، نوشته‌های معاصر و عکاسی آشنا کرد.

### بازگشت به لبنان
دختر جوانی به نام «ژوزفین پی بادی» که ثروت سرشاری از ذوق و فرهنگ داشت، دل به محبت این جوان بست و در رشد و کمال او بسیار مؤثر واقع شد.
وی در آمریکا به نگارگری پرداخت. زنان دیگری نیز بعدها در زندگی «جبران» ظاهر شدند که از همه مهم‌تر خانم «مری هسکل» و «شارلوت تیلر» هستند. این دو زن (به ویژه خانم هسکل) شاید بیشترین تأثیر را در زندگی فرهنگی و هنری و حتی اقتصادی «جبران» داشته‌اند. اما جبران پس از حدود سه سال اقامت در آمریکا به شوق زادگاه و عشق به آشنایی با زبان و فرهنگ بومی خویش به وطن بازگشت.
جبران که به کمک «فرد هلند دی» کم‌کم وارد حلقه بوستونی‌ها شده بود و شهرت کوچکی به هم زده بود، با نظر خانواده‌اش تصمیم گرفت به لبنان برگردد تا تحصیلاتش را به پایان برساند و عربی بیاموزد. جبران در سال ۱۸۹۸ وارد بیروت شد و به «مدرسه الحکمه» رفت. جبران در این دوره کتاب مقدس را به زبان عربی خواند و با دوستش یوسف حواییک، مجله‌ای به نام «المناره» منتشر کرد که حاوی نوشته‌های آن دو و نقاشی‌های «جبران» بود.

## مرگ در خانواده و بازگشت به ایالات متحده
جبران دانشگاه را در سال ۱۹۰۲ و درحالی‌که زبان‌های عربی و فرانسه را آموخته بود و در سرودن شعر به مهارت رسیده بود، تمام کرد.
در این هنگام رابطه‌اش با پدرش قطع شد و از او جدا شد و زندگی محقر و فقیرانه‌ای را از سر گرفت. در همان هنگام شنید که برادر ناتنی‌اش سل گرفته، خواهرش «سلطانه» مشکل روده‌ای دارد و مادرش گرفتار سرطان است. با شنیدن خبر بیماری هولناک «سلطانه»، «جبران» در ماه مارس ۱۹۰۲ لبنان را ترک کرد. اما دیر رسید و «سلطانه» در چهارده سالگی درگذشته بود. در همان سال، «پیتر» به بیماری سل و مادرش به سرطان درگذشتند.
«جبران خلیل» بعد از پایان تحصیلاتش در فرانسه دوباره وارد آمریکا شد و تا مرگش در سال ۱۹۳۱ در آنجا کار و زندگی کرد.
«جبران خلیل جبران» در سال ۱۹۳۱ به علت سیروز کبدی درگذشت.

## آثار
جبران هنرمند پرکاری بود و در طول عمر کوتاهش آثار زیادی تولید کرد، از جمله ۲۸ کتاب، ۸۱ مقاله و حدود ۷۰۰ نگاره. جبران قالب‌های مختلف ادبی مانند شعر، نثر، نمایش‌نامه، مقاله و داستان را آزمود. لیست برخی از کارهایش در پائین آمده‌است.

### به زبان عربی
- دمعة و ابتسامة
- الأرواح المتمردة
- الأجنحة المتکسرة
- العواصف (روایة)
- البدائع والطرائف: مجموعة من مقالات و روایات، تتحدث عن مواضیع عدیدة لمخاطبة الطبیعة و من مقالاته «الأرض»، نشر فی مصر عام ۱۹۲۳.
- عرائس المروج
- نبذة فی فن الموسیقی
- المواکبت
- النبی

### به زبان انگلیسی
- The Madman (1918) (transcriptions: wikisource, gutenberg)
- Twenty Drawings (1919)
- The Forerunner (1920)
- The Prophet, (1923)
- Sand and Foam (1926)
- Kingdom of the Imagination (1927)
- Jesus, The Son of Man (1928)
- The Earth Gods (1931)

ترجمه به زبان فارسی
- پیامبر، ترجمه حسین الهی قمشه ای، انتشارات روزنه
- دیوانه، ترجمه موسی بیدج، انتشارات افق
- موسیقی، ترجمه موسی بیدج، انتشارات افق
- آواره + خدایان زمین، عبدالرضا رضایی، انتشارات افق
- عیسی پسر انسان، ترجمه موسی اسوار، انتشارات سخن
- اشک و لبخند، ترجمه مهدی سرحدی، انتشارات کلیدر
- ماسه و کف، ترجمه مهدی سرحدی، انتشارات کلیدر
- عروسان دشت، ترجمه حیدر شجاعی، انتشارات دادار
- بالهای شکسته، ترجمه مرضیه صادقی زاده، انتشارات آلوس
- آیینه های روح، ترجمه رضا ثمروی حاجی آقا افشین افشاری، انتشارات نشر قطره
- نامه های عاشقانه، ترجمه مسیحا برزگر، انتشارات صدای معاصر
- دلتنگی ها، ترجمه مسیحا برزگر، انتشارات صدای معاصر
- زیبای خفته، ترجمه مسیحا برزگر، انتشارات ذهن آویز
- قصه عشق، ترجمه مسیحا برزگر انتشارات خانه معنا
- مسیحا، ترجمه میبحا برزگر انتشارات ذهن آویز

و ...